# Tchibirleï
Tchibirleï (russe : Чибирлей) est un village de l'oblast de Penza, en Russie, à environ 660 kilomètres au sud-est de Moscou.

## Résidents notables
- Evgueni Rodionov (1977-1996), soldat russe capturé et exécuté par des militants tchétchènes lors de la première guerre de Tchétchénie